# Mototrans

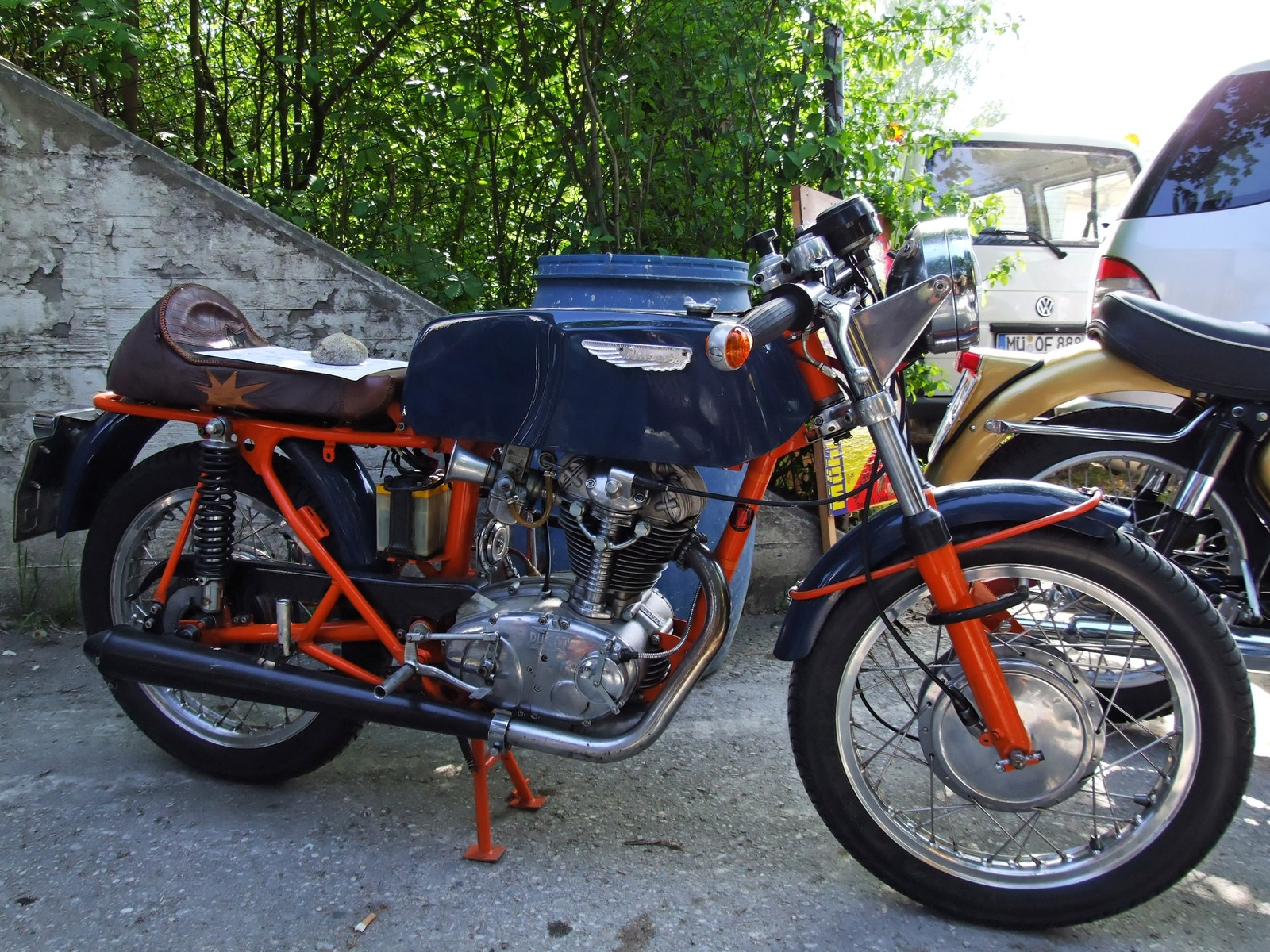
De Ducati Mach I 250ccm door Mototrans gebouwd in 1970.

Mototrans of Mototrans Ducati is een historisch merk van motorfietsen.
Mototrans Ducati Maquinaria Y Elementos de Transporte (Maquitrans) S.A., Barcelona. 
Spaans bedrijf dat vanaf 1957 voornamelijk eencilinder Ducati’s in licentie bouwde. Vanaf 1978 leverde het bedrijf ook de Ducati paralleltwins. De productie eindigde in 1983. De motorfietsen waren niet gelijk aan de Italiaanse Ducati's, maar droegen wel de merknaam "Ducati" op de tank. 